# Melormenoides inconspicua
Melormenoides inconspicua är en insektsart som först beskrevs av Metcalf och Bruner 1948.  Melormenoides inconspicua ingår i släktet Melormenoides och familjen Flatidae. Inga underarter finns listade i Catalogue of Life.